# (8245) 1977 RC9
(8245) 1977 RC9 là một tiểu hành tinh vành đai chính. Nó được phát hiện bởi Schelte J. Bus ở Đài thiên văn Palomar ở Quận San Diego, California, ngày 8 tháng 9 năm 1977.